# غدد مومی گوش

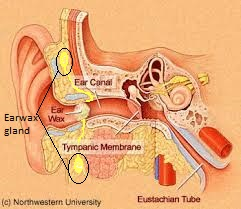
دو غده برون ریز در گوش

غدد مومی گوش(به انگلیسی: Earwax gland، Ceruminous gland)دو غده بیضی شکل هستند که زیر پوست لاله گوش و در بافت چربی گوش قرار دارند. این دو غده موم گوش خارجی را تأمین می‌کند. قطر این دو غده تقریباً حدود0.28cm×0.2cmاست. این غدد هر کدام یک مجرا دارند که قطر آن 0.04cm است و طول آن 0.8cm است. موم این غدد باعث جلوگیری از ورود باکتری‌ها و حشرات و قارچ‌ها و آب به گوش می‌شود. سرومن یا جرم گوش از مخلوط کردن ترشح خود غدد با سبوم و سلولهای اپیدرمی مرده به وجود می‌آید. جرم گوش پرده گوش را قابل انعطاف و روان نگه می‌دارد؛ و مجرای گوش خارجی را پاک سازی می‌کند. همچنین پوشش موهای محافظ گوش به غدد مومی در محافظت از گوش کمک می‌کند.

## ساختار
غدد مومی گوش، غدد تخصصی تولیدکننده موم هستند. غدد مومی گوش ساده، به صورت طومار و ساختار لوله ای دارد. این غدد از یک لایه ترشحی داخلی سلول و یک لایه مخاطی بیرونی سلول تشکیل شده‌اند. این غدد به مجاری بزرگتر تخلیه و پس از آن به موهای نگهبان، می‌رسند؛ که در مجرای گوش خارجی اقامت دارند. تخلیه موم در این قسمت انجام می‌شود.

## آسیب‌شناسی
این غدد قادر به دچار شدن به دو نوع تومور خوش‌خیم و بدخیم را دارد. تومورهای خوش‌خیم شامل: آدنوم غدد مومی گوش، غدد مومی گوش پلئوموزمیک آدنوما و papilliferum syringocystadenoma ceruminous. تومورهای بدخیم شامل: سرطان غدد مومی گوش، آدنوئید سیستیک کارسینوما، و موکواپیدرموئید کارسینوما.